# Andrea Marcovicci
Andrea Marcovicci (Nueva York, 18 de noviembre de 1948) es una actriz y cantante estadounidense.
Su primera actuación reconocida en televisión fue en la ópera ligera Love is a Many Splendored Thing, como la Dra. Betsy Chernko Taylor desde 1970 a 1973. Además actuó en la serie de corta duración Berrenger's, en el año 1985. Luego protagonizó la serie de la cadena CBS Trapper John, M.D. interpretando a Fran Brennan Gates entre 1985 y 1986.
Marcovicci tuvo un pequeño papel como Cynthia Chase en la serie de los años 1980 Hill Street Blues, y ha tenido varias apariciones como invitada en las series como Kojak, Mannix, Baretta, Cybill, y Arli$$.

## Filmografía parcial
- Jack the Bear (1993)
- The Beatnicks (1993)
- The Water Engine (1992) (TV)
- Someone to Love (1987)
- The Carterville Ghost (1986)
- The Stuff (1985)
- Velvet (1984, telefilm)
- Spraggue (1984) (TV)
- Spacehunter: Adventures in the Forbidden Zone (1983)
- Packin' It In (1983) (TV)
- Kings and Desperate Men: A Hostage Incident (1981)
- The Hand (1981)
- The Concorde: Airport '79 (1979)
- The Front (1976)
- Sonríe Jenny, estás muerta (1974)
- Cry Rape (1973) (TV)